# Perpetuum Mobile (Strauss)
Perpetuum mobile, op. 257, är ett orkesterstycke av Johann Strauss den yngre. Det spelades första gången den 4 april 1861 i Schwenders Casino i Wien.

## Historia
Höjdpunkterna vid 1859 och 1860 års karnevaler i Wien var måhända de välgörenhetskonserter som organiserades av bröderna Johann och Josef Strauss i Sofienbad-Saal. Varje konsert annonserades som "Monsterbal" med mottot "Carnevals Perpetuum mobile, oder: Tanz ohne Ende" (Karnevals-Perpetuum Mobile, eller: Dans utan slut). Vid tillfällena uppträdde bröderna med varsin orkester och spelade sammanlagt över femtio dansstycken. Efter succén planerade Johann Strauss en än mer spektakulär fest för följande års karneval. Den 19 januari 1861 kunde de dansintresserade läsa i  Fremden-Blatt: "För första gången i Wien. Tre baler på en kväll. Sofienbad-Saal tisdagen den 5 februari. Strauss - Välgörenhet - Monster - bal. Tre stora orkestrar, en under ledning av Johann Strauss, en under ledning av Josef Strauss, och den tredje för första gången under ledning av Eduard Strauss". Evenemanget utgjorde den 25-årige Eduard Strauss debut som baldirigent. Liksom föregående år utlovade 1861 års festligheter femtio danser under en afton under mottot "Karnevals-Perpetuum Mobile, eller: Dans utan slut". Trots att bröderna inte bidrog med några nykomponerade verk vid detta tillfälle verkar det ha inspirerat Johann Strauss till att komponera ett av sina mest långlivade och populära stycken.
Termen "Perpetuum mobile" eller "evighetsmaskin" fick Strauss att döpa sitt nya verk till Perpetuum Mobile, karaktäristiskt fantasistycke för orkester. Verket spelades första gången den 4 april i Schwenders Casino i förorten Rudolfsheim och utgjorde Strauss avskedskonsert före avresan till Ryssland och sin femte konsertsäsong i Pavlovsk utanför Sankt Petersburg. Stycket, som ådrog sig liten uppmärksamhet i Wien vid tiden, var av Strauss avsett som ett "musikaliskt skämt" och skulle förlöjliga en på den tiden vanligt förekommande spelstil: varje enskild orkestermedlems musikaliska virtuositet visades fram på ett sådant markant sätt att musiken blev lidande. Strauss fick effektfullt fram sin ståndpunkt då Perpetuum Mobile endast består av variationer på ett åtta takter långt tema.
År 1894 skrev kompositören och dirigenten Richard Strauss från München (inte släkt med Strauss-familjen i Wien), som just hade utnämnts till dirigent i Berlin, till Strauss:
Högt ärade Herre! Skulle Ni vilja ha den utomordentliga äran att berätta för mig om och var ert förtjusande Perpetuum Mobile är utgivet. Jag hörde verket för två år sedan i [Bad] Reichenhall och jag uppskattade det så mycket att jag bara måste få spela det vid mina konserter i Berlin. Skulle Ni vara så älskvärd att utifall partituret inte är utgivet vilja ge mig en avskrift och ge mig möjligheten att kunna uppföra Perpetuum Mobile i oktober.
Tyvärr är det inte känt vilket svar Strauss gav på brevet. Men Perpetuum Mobile återfanns inom kort på dennes konsertprogram i Berlin.

## Om verket
Johann Strauss insåg problemet med att avsluta ett musikstycke som symboliserar evig rörelse och i noterna skrev han in "Fine ad libitum" (Slut efter behag). Vid konserter brukar dirigenten slå av musiken, vända sig till publiken och skämtsamt säga "Und so weiter, und so weiter!" (Och så vidare, och så vidare...!).
Speltiden är ca 2 minuter och 58 sekunder plus minus några sekunder beroende på dirigentens musikaliska tolkning.